# FIFA Svjetsko klupsko prvenstvo 2016.
FIFA Svjetsko klupsko prvenstvo 2016. bilo je 13. izdanje nogometnog Svjetskog klupskog prvenstva, kojeg je organizirala krovna organizacija svjetskog nogometa FIFA. U prvenstvu se natjecalo šest kontinentalnih pobjednika zajedno s nacionalnim prvakom države domaćina. Prvenstvo 2016. igralo se u Japanu krajem godine.

## Izbor za domaćina
Proces prijava za domaćinstvo prvenstava 2015. i 2016., odnosno 2017. i 2018. (svaka je država domaćin u dvogodišnjem razdoblju) započeo je u veljači 2014. Nogometni savezi zainteresirani za domaćinstvo trebali su predati zahtjev za kandidaturu do 30. ožujka 2014., te prezentirati dokumente s detaljima o domaćinsvu do 25. kolovoza 2014. FIFA-in Izvršni odbor najavio je odabir domaćina za prosinac 2014. u Maroku. Međutim, odluka za dvogodišnje domaćinstvo 2015. – 2016. nije najavljena do 2015.
Države koje su pokazale interes za domaćinstvo prvenstva bile su:
- Indija (otkazala kandidaturu u studenom 2014.)[6]
- Japan

Japan je 23. travnja 2015. i službeno potvrđen kao domaćin Svjetskih klupskih prvenstava 2015. i 2016.

## Momčadi u natjecanju
| Momčad                 | Konfederacija  | Kvalificirani kao                        | Prijašnji nastupi |
| ---------------------- | -------------- | ---------------------------------------- | ----------------- |
| Momčadi u polufinalu   |                |                                          |                   |
| Nepoznata kratica »«   | CONMEBOL       | Pobjednik Copa Libertadoresa 2016.       |                   |
| Nepoznata kratica »«   | UEFA           | Pobjednik UEFA Lige prvaka 2015./16.     |                   |
| Momčadi u četvrtfinalu |                |                                          |                   |
| Nepoznata kratica »«   | AFC            | Pobjednik AFC Lige prvaka 2016.          |                   |
| Nepoznata kratica »«   | CAF            | Pobjednik CAF Lige prvaka 2016.          |                   |
| Nepoznata kratica »«   | CONCACAF       | Pobjednik CONCACAF Lige prvaka 2015./16. |                   |
| Momčadi u razigravanju |                |                                          |                   |
| Nepoznata kratica »«   | OFC            | Pobjednik OFC Lige prvaka 2015./16.      |                   |
|                        | AFC (domaćin)1 | Pobjednik J. League 2016.                |                   |

1Ako neka japanska momčad osvoji AFC Ligu prvaka 2016., onda će najbolje plasirana ne-japanska momčad u Ligi prvaka imati pravo sudjelovanja na Svjetskom klupskom prvenstvu.

## Vanjske poveznice
- Službena stranica